# Зазид
Зазид (словен. Zazid) — поселення в Словенії, в общині Копер, Регіон Обално-крашка. Висота над рівнем моря: 387,1 м.